# 川路龍子
川路 龍子（かわじ りゅうこ、1915年（大正4年）8月23日 - 1996年（平成8年）4月20日）は、日本の女優。元松竹歌劇団（SKD）男役スター。東京都出身。本名は千葉柳（りゅう）。

## 略歴
1931年（昭和6年）、東京松竹楽劇部（後の松竹歌劇団（SKD））に10期生として入り、同年『秋のをどり』で初舞台。当時の芸名は河路龍子。後に川路龍子と改め、『士官候補生』（1935年）、『天国太平記』（1938年）などの作品に出演し、1939年（昭和14年）に幹部に昇進。1944年（昭和19年）大幹部となり、翌年からは松竹本社と直接契約し、特別出演の形でSKDの公演に参加した。1963年（昭和38年）に『第28回秋の踊り』により、芸術祭奨励賞を受賞。1965年（昭和40年）3月の『第34回東京踊り』を最後に舞台を引退し、以後はSKDの衣装デザインのスタッフとして長く活躍した。代表的な舞台に『西域へ行く』（1948年）、『竜虎』（1954年）、『ふるさとの秋』（1962年）、『落花譜』（1964年）など。
映画出演も多く、『踊る龍宮城』（1949年）に浦島太郎役で主演したほか、『女三四郎』（1950年）、淡島千景・小月冴子と共演した『夢多き頃』（1951年）、川島芳子を演じた『燃える上海』（1954年）など、スクリーン上でも「男装の麗人」ぶりを遺憾なく発揮している。 
1996年（平成8年）4月20日、死去。80歳没。

## 出演

### 舞台
- 秋のをどり
- 東京踊り
- 士官候補生（1935年）
- 天国太平記（1938年）
- 西域へ行く（1948年）
- 竜虎（1954年）
- ふるさとの秋（1962年）
- 落花譜（1964年）

### 映画
- 裁く水戸黄門（1941年）
- グランド・ショウ1946年（1946年）
- 待ちぼうけの女（1946年） - 早苗 役
- 粋な風来坊（1946年） - お春 役
- 踊る龍宮城（1949年） - 浦島太郎 役
- 女三四郎（1950年）
- 女左膳 鍔鳴無刀流の巻（1950年）
- 黄金バット 摩天楼の怪人（1950年） - 蘭子 役
- 夢多き頃（1951年） - 潮かほる 役
- 旗本退屈男 八百八町罷り通る（1953年）
- 珍説忠臣蔵（1953年）
- 燃える上海（1954年） - 川島芳子 役